# Vivianne Miedema
Anna “Vivianne” Miedema, född 15 juli 1996 i Hoogeveen, är en nederländsk fotbollsspelare (forward) som spelar för Manchester City. Mellan 2011 och 2014 spelade hon i nederländska klubben SC Heerenveen, 2014–2017 i FC Bayern München och 2017–2024 i Arsenal.
Miedema nämns regelbundet som en av de största anfallarna i modern damfotboll. Hon har gjort fler mål på internationell nivå för Nederländerna än någon annan spelare, i både dam- och herrlag.

## Klubbkarriär
Den 1 december 2019 gjorde Miedema sex mål och fyra assist i en 11–1-vinst över Bristol City i Women's Super League, vilket blev ett ligarekord för flest gjorda poäng under en match.

## Landslagskarriär
2013 debuterade Miedema i Nederländernas damlandslag. Hon ingick i det nederländska laget som vann EM i Nederländerna 2017. Miedema var också med i Nederländernas lag under VM i Kanada 2015 och VM i Frankrike 2019. I VM-matchen mot Kamerun 2019 gjorde Vivianne Miedema sitt 60:e landslagsmål vilket gjorde att hon slog målrekordet för Nederländernas damlandslag.

## Privatliv
Miedema bor 30 minuter norr om London med sin flickvän, den tidigare Arsenal-lagkamraten Beth Mead.